# الدوري الهندوراسي الدرجة الأولى لكرة القدم 1980–81
الدوري الهندوراسي الدرجة الأولى لكرة القدم 1980–81 هو موسم من الدوري الهندوراسي الدرجة الأولى لكرة القدم. فاز فيه ريال إسبانيا.